# Manota spathula
Manota spathula är en tvåvingeart som beskrevs av Heikki Hippa 2007. Manota spathula ingår i släktet Manota och familjen svampmyggor.
Artens utbredningsområde är Papua Nya Guinea. Inga underarter finns listade i Catalogue of Life.